# Bataille de Gute Dili
Guerre éthio-mahdiste
Batailles
La bataille de Gute Dili se déroule le 14 octobre 1888 entre les troupes shewannes de Gobena Dachi et les Mahdistes soudanais dans la province du Wellega. Cet affrontement est l'unique de la guerre éthio-mahdiste à se dérouler loin de la région de Metemma. Il voit la victoire du général de Menelik II, le ras Gobena Dachi. Il s'agit d'un succès pour l'Éthiopie mais également pour le Shewa qui peut poursuivre ses campagnes d'expansion.